# Izobilny
Izobilny (en russe : Изобильный) est une ville du krai de Stavropol, en Russie, et le centre administratif du raïon Izobilnienski. Sa population s'élève à 37 841 habitants en 2020.

## Géographie
Izobilny est située à 41 km — 56 km par la route — au nord-ouest de Stavropol et à 1 192 km au sud-sud-est de Moscou.

## Histoire
La construction d'une voie ferrée est à l'origine d'Izobilny, en 1895. Elle a le statut de ville depuis 1965.

## Population
Recensements ou estimations de la population
| 1926* | 1939* | 1959*  | 1970*  | 1979*  | 1989*  |
| ----- | ----- | ------ | ------ | ------ | ------ |
| 1 797 | 6 700 | 11 130 | 23 210 | 29 171 | 32 970 |

| 2002*  | 2010*  | 2013   | 2014   | 2015   | 2016   |
| ------ | ------ | ------ | ------ | ------ | ------ |
| 38 926 | 40 555 | 39 387 | 39 022 | 38 551 | 38 409 |

| 2017   | 2018   | 2019   | 2020   | - | - |
| ------ | ------ | ------ | ------ | - | - |
| 38 263 | 38 100 | 37 868 | 37 841 | - | - |

## Économie
Dans la région d'Izobilny, sont cultivés le blé, l'orge, l'avoine, le maïs, le sarrasin, les légumes, les fruits, la betterave à sucre et le tournesol. On pratique l'élevage des bovins, des chevaux, des porcs, des moutons et des volailles. Les ressources du sous-sol consistent en gaz naturel, sable, pierre, argile et gravier. L'industrie se limite à la transformation des produits agricoles : élévateurs à grains, produits laitiers, viande, sucre.

## Sport
- FK Dinamo-GTS Stavropol, club de football formé à Izobilny en 1986 et y ayant évolué jusqu'en 2005.